# Lykes Lines
Lykes Lines war eine von 1922 bis zum Jahr 2005 bestehende US-amerikanische Linienreederei.

## Geschichte
Der Anfang des Unternehmens liegt im Jahr 1900, als Howell Tyson Lykes und seine Söhne mit dem Dreimast-Schoner Dr Lykes begannen, Vieh nach Kuba zu transportieren, das als Ersatz für im Spanisch-Amerikanischen Krieg vernichtete Herden verschifft wurde. Schon aus dieser Zeit stammt auch die Tradition, Schiffe nach Familienmitgliedern zu benennen. 1903 eröffnete Lykes ein erstes Büro in Galveston in Texas und begann mit dem Aufbau eines Stückgutliniendienstes zwischen US-amerikanischen Häfen am Golf von Mexiko und karibischen Häfen.

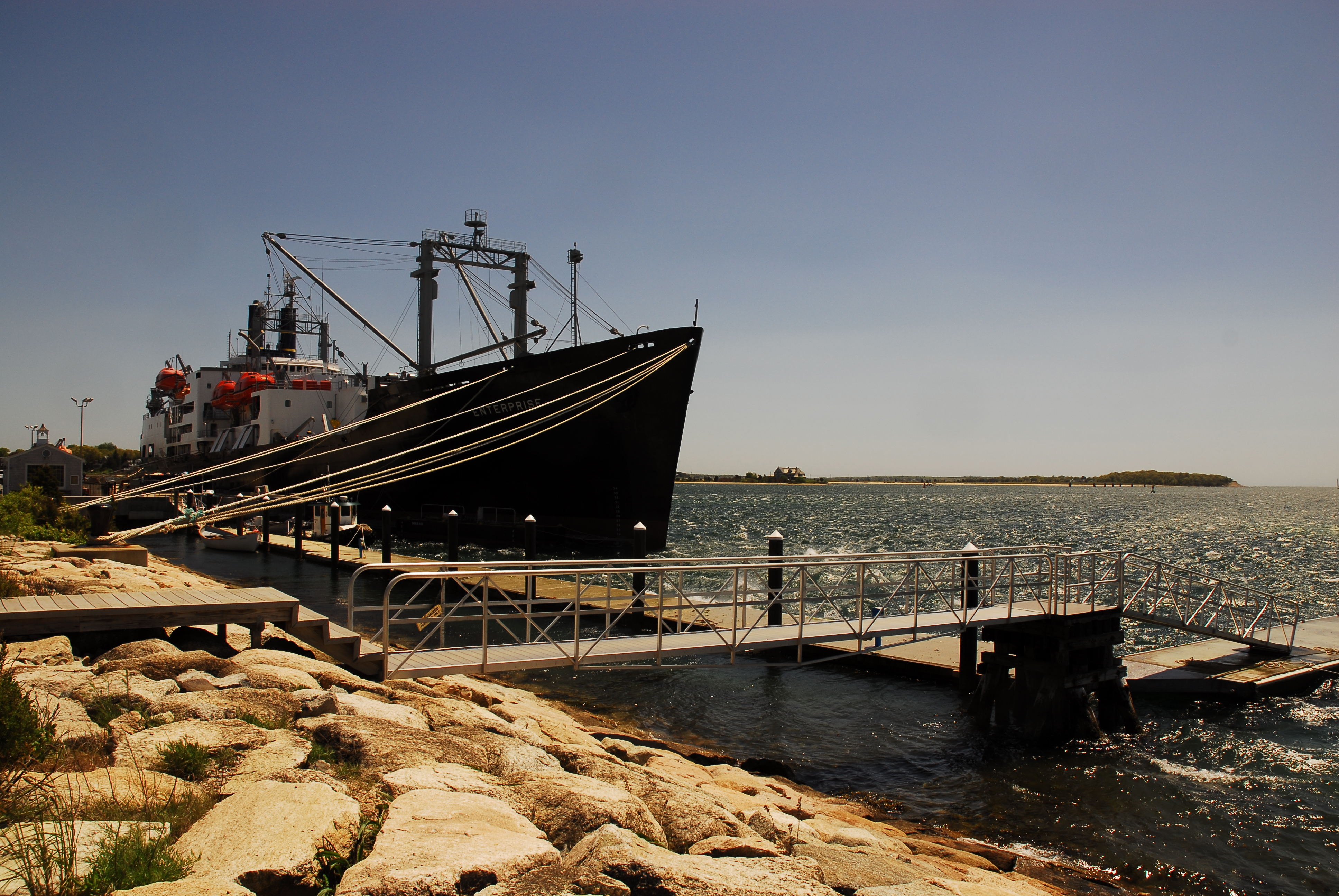
Die ehemalige Velma Lykes

1922 wurde die Lykes Bros. Steamship Company als eigene Reedereigesellschaft der sieben vorher eigenständig als Baumwoll-, Holz- und Getreidehändler agierenden Lykes Brüder gegründet. Während der 1920er Jahre begann Lykes, über sein bisheriges Fahrtgebiet hinaus zu expandieren. Man gründete neue Büros in Europa und eröffnete Linien in das Mittelmeer und den Fernen Osten.
In den 1930er Jahren erwarb Lykes 52 Schiffe von der Reederei Dixie and Southern States Lines, wodurch sich die eigene Flotte auf 67 Schiffe vergrößerte. Nach der Verabschiedung des Merchant Marine Act of 1936, konzentrierte man sich auf eine Umstellung der Reedereiflotte auf modernere Frachtschiffe. Bis zum Kriegseintritt der Vereinigten Staaten in den Zweiten Weltkrieg im Dezember 1941 waren sechzehn Einheiten abgeliefert worden. Während des Krieges betrieb Lykes eine Flotte von bis zu 125 Frachtschiffen und transportierte 60 Millionen Tonnen Ladung im Auftrag der US-Regierung. In dieser Zeit gingen 22 Schiffe verloren und 272 Seeleute kamen ums Leben.

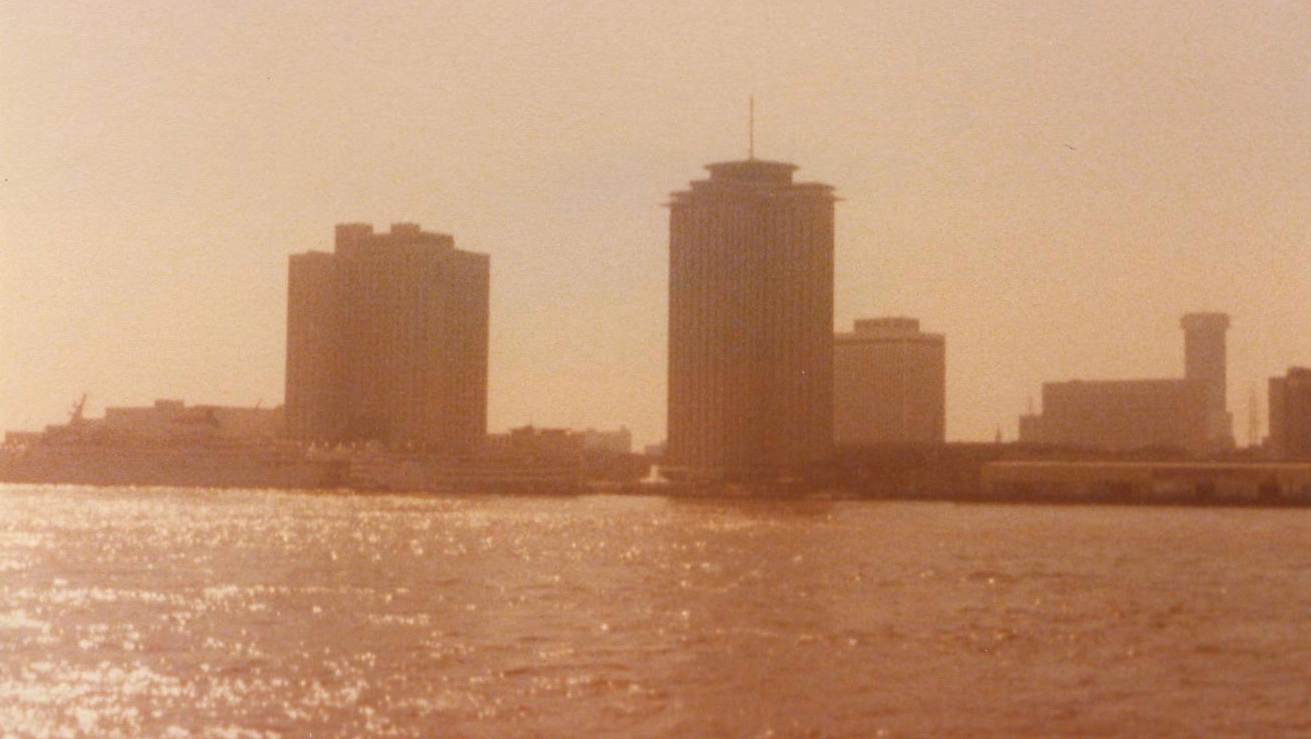
Das ehemalige Lykes Verwaltungsgebäude in New Orleans (Drittes Hochhaus von links)

Während der Nachkriegsjahre verfolgte Lykes wieder seine regulären Liniendienste und hatte in den 1950er Jahren eine Flotte von 54 Schiffen mit zusammen 568.978 Tonnen Tragfähigkeit. Zwischen 1960 und 1973 wurden 41 neue Schiffe gebaut, um die Flotte zu modernisieren.
In den 1970er Jahren wurde Lykes Bros. Steamship Company zur Tochtergesellschaft von Lykes Corp., die sich 1978 mit der LTV Corporation verschmolz. 1983 wurde Lykes Bros Steamship Co, Inc. von der Interocean Steamship Corp. aus Florida gekauft, zu deren Aktionären auch Nachkommen der ursprünglichen sieben Lykes Brüder gehörten.
Im Zuge der Containerisierung wurde auch Lykes, neben den immer noch unterhaltenen Stückgutverkehren, zur Containerlinienreederei mit Diensten von der USA-Ost- und Golfküste nach Nordeuropa, dem Mittelmeer, Mexiko und Afrika. Als US-Reederei hatte Lykes das Privileg, Frachtaufträge der US Army durchzuführen.

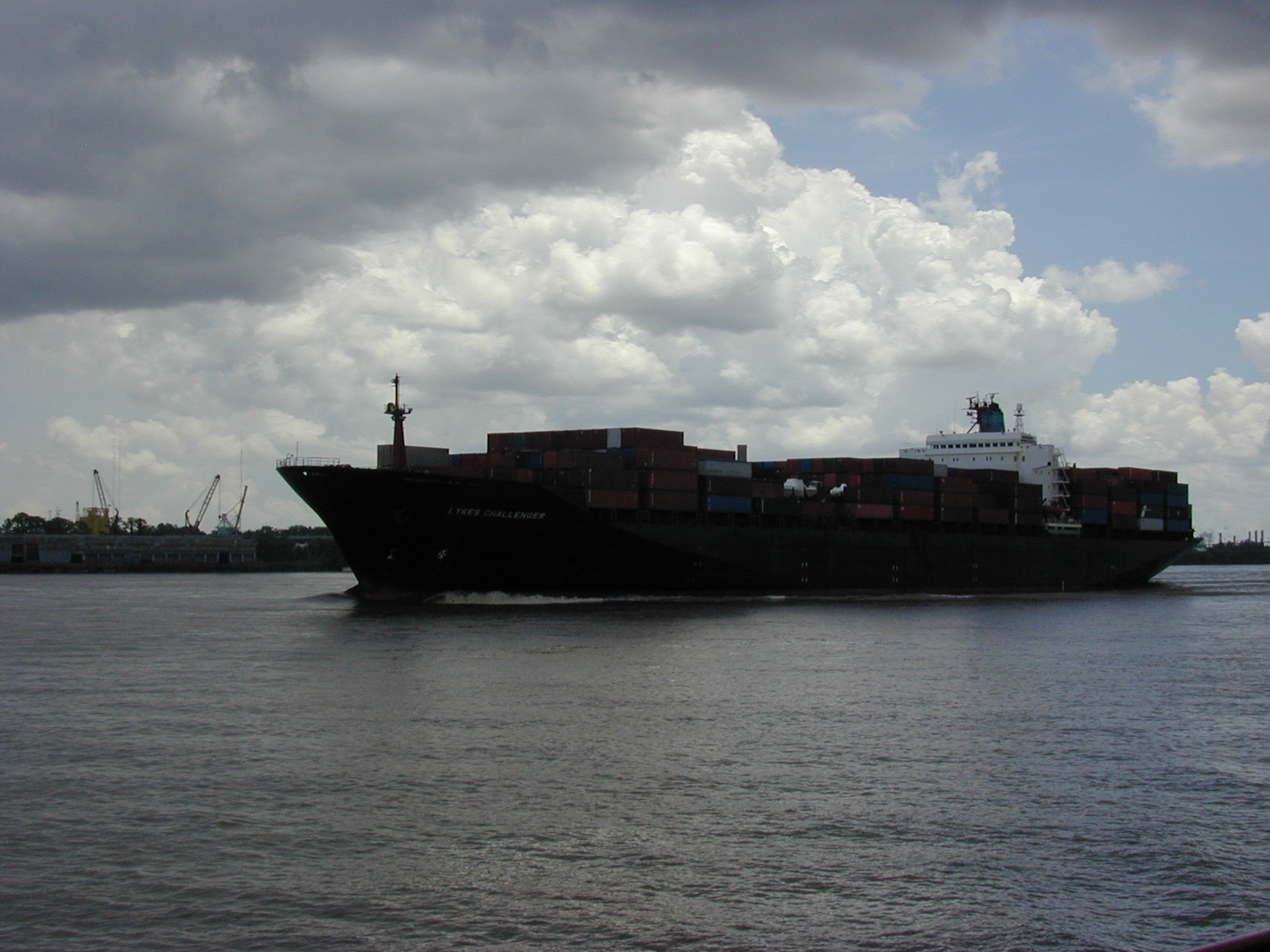
Die ehemalige Lykes Challenger

Im Dezember 1994 wurde das Hauptquartier der Gesellschaft von New Orleans in das erste Hochhaus in Tampa, Florida verlegt. Nachdem im Oktober 1995 ein Antrag zur Reorganisation des Unternehmens nach „Chapter 11“ abgegeben wurde, ließ das amerikanische Konkursgericht unter Vorsitz von Richter Alexander Paskay am 24. Februar 1997 ein Kaufangebot durch CP Ships zu. In den folgenden Jahren integrierte CP Ships die im Mai 1998 erworbenen Dienste von Ivaran Lines und die im August 2000 gekaufte Christensen Canadian African Lines (CCAL) unter dem Namen Lykes Lines.
Gegen Ende 2005 wurde die Lykes Lines im Zuge des „One brand - One team“-Projekts (Eine Marke - Eine Mannschaft) in CP Ships integriert. CP Ships selbst wurde im Sommer 2006 von der TUI AG gekauft und mit der Hamburger Reederei Hapag-Lloyd verschmolzen.